# 광국지경록 목판
광국지경록 목판(光國志慶錄 木板)은 청주고인쇄박물관에 있는 조선시대의 목판이다. 1988년 9월 23일 충청북도의 유형문화재 제164호로 지정되었다.

## 개요
명나라『태조실록』과『대명회전』에 잘못 기록된 조선왕가의 계보를 영조 20년(1744)에 와서 바로 잡게 된 것을 축하한 시를 모아 목판에 새긴 것이다. 크기는 가로 58cm, 세로 30cm이며, 수량은 22매이다.
이는 조선 태조 이성계가 고려 문신 이인임의 아들로 중국 사서에 잘못 기록되어 조선 전기부터 선조 17년(1584)까지 이를 고치기 위해 여러 차례 사신을 파견해왔으나 명나라에서는 계속해서 이를 거절하고 있었다. 선조 17년(1584)에 황정욱 등을 사신으로 보내『태조실록』의 기록을 바로 잡았으며,선조 20년(1587)에 유홍이 다시 들어가 고쳐진『대명회전』가운데 조선에 관련된 한 본을 받아왔고 선조 22년(1589)에 윤근수가 성절사로 가서 개정된『대명회전』을 가져오자 선조 23년(1590)에 공로가 큰 19인을 선정, 이들을 3등급으로 구분하여 공신으로 책봉하였다. 이 때에 종묘에 고하고 축하시를 짓게 하여 이를 모아 숙종 27년(1701)에 숙종의 글과 시를 덧붙여 이를 간행하였다. 이를 다시 영조 20년(1744)에 영조의 서문과 유홍의 화답시를 비롯하여 축시들을 수록하여 간행하였다.
이 목판은 유언억이 영조 20년(1744)의 간행본을 기초로 영조 47년(1771) 이전에 일가간에 나누어 주기 위해 제작한 것으로 전해지고 있다.

## 참고 자료
- 광국지경록 목판 - 국가유산청 국가유산포털